# بلدة ردينغ (ميشيغان)
ردينغ (بالإنجليزية: Redding Township, Michigan)‏ هي بلدة تقع بولاية ميشيغان في الولايات المتحدة. تأسست عام April 1891، تبلغ مساحتها 91.5 (كم²)، وترتفع عن سطح البحر 321 م، بلغ عدد سكانها 526 نسمة في عام تعداد الولايات المتحدة 2000 حسب إحصاء مكتب تعداد الولايات المتحدة وتصل الكثافة السكانية فيها 5.8 نسمة/كم2.

## وصلات خارجية
- http://reddingtownship.net/
- The US50 - Cities and Towns in Michigan State
- Michigan Cities and Towns, Facts, Map, Flag, Colleges, Government, and More